# Amazona
Amazona – rodzaj ptaków z podrodziny papug neotropikalnych (Arinae) w obrębie rodziny papugowatych (Psittacidae). Należące do niego gatunki określa się polską nazwą amazonka, także pod zbiorczą nazwą rodzaju papugi zielone (w ich ubarwieniu dominuje kolor zielony z czerwonymi plamami na ogonie i skrzydłach).

## Zasięg występowania
Rodzaj obejmuje gatunki występujące od środkowej Ameryki Południowej do Meksyku i Karaibów.

## Morfologia
Długość ciała 25–45 cm; masa ciała 176–766 g.

## Systematyka

### Etymologia
- Amazona: fr. nazwa „Amazona” nadana różnym tropikalnym, amerykańskim papugom przez de Buffona w latach 1770–1783, jako że pochodziły z amazońskich lasów[9].
- Androglossa (Androglossus): gr. ανηρ anēr, ανδρος andros „mężczyzna, człowiek”; γλωσσα glōssa „język”[10]. Gatunek typowy: Psittacus amazonicus Linnaeus, 1766.
- Chrysotis: gr. χρυσος khrusos „złoto”; -ωτις -ōtis „-uchy”, od ους ous, ωτος ōtos „ucho”[11]. Gatunek typowy: Psittacus amazonicus Linnaeus, 1758.
- Oenochrus: gr. οινοχρως oinokhrōs, οινοχρωτος oinokhrōtos „koloru wina”, od οινος oinos „wino”; χροα khroa, χροας khroas „kolor, wygląd”, od χρως khrōs, χρωτος khrōtos „cera, karnacja”[12]. Gatunek typowy: Psittacus vinaceus Kuhl, 1820.

### Podział systematyczny
Do rodzaju należą następujące gatunki:
- Amazona albifrons (Sparrman, 1788) – amazonka białoczelna
- Amazona xantholora (G.R. Gray, 1859) – amazonka żółtokantarowa
- Amazona agilis (Linnaeus, 1758) – amazonka mała
- Amazona collaria (Linnaeus, 1758) – amazonka jamajska
- Amazona leucocephala (Linnaeus, 1758) – amazonka kubańska
- Amazona ventralis (Statius Müller, 1776) – amazonka czarnoucha
- Amazona vittata (Boddaert, 1783) – amazonka niebieskoskrzydła
- Amazona autumnalis (Linnaeus, 1758) – amazonka zmienna
- Amazona finschi (P.L. Sclater, 1864) – amazonka liliowogłowa
- Amazona viridigenalis (Cassin, 1853) – amazonka krasnogłowa
- Amazona imperialis Richmond, 1899 – amazonka cesarska
- Amazona violacea (J.F. Gmelin, 1789) – amazonka fioletowa – takson wymarły najprawdopodobniej pod koniec XVIII wieku[14]
- Amazona brasiliensis (Linnaeus, 1758) – amazonka płomiennosterna
- Amazona amazonica (Linnaeus, 1766) – amazonka modrobrewa
- Amazona guildingii (Vigors, 1837) – amazonka królewska
- Amazona festiva (Linnaeus, 1758) – amazonka czerwonoczelna
- Amazona vinacea (Kuhl, 1820) – amazonka pąsowa
- Amazona tucumana (Cabanis, 1885) – amazonka żółtouda
- Amazona pretrei (Temminck, 1830) – amazonka czerwonouda
- Amazona dufresniana (Shaw, 1812) – amazonka niebieskolica
- Amazona rhodocorytha (Salvadori, 1890) – amazonka tęczowa
- Amazona kawalli Grantsau & de Camargo, 1989 – amazonka białolica
- Amazona mercenarius (von Tschudi, 1844) – amazonka zielona
- Amazona farinosa (Boddaert, 1783) – amazonka skromna
- Amazona aestiva (Linnaeus, 1758) – amazonka niebieskoczelna
- Amazona ochrocephala (J.F. Gmelin, 1788) – amazonka żółtogłowa
- Amazona oratrix Ridgway, 1887 – amazonka żółtogardła
- Amazona auropalliata (Lesson, 1842) – amazonka żółtoszyja
- Amazona barbadensis (J.F. Gmelin, 1788) – amazonka wenezuelska
- Amazona arausiaca (Statius Müller, 1776) – amazonka dominikańska
- Amazona versicolor (Statius Müller, 1776) – amazonka modrogłowa

Istnienie gatunku Amazona martinicana A.H. Clark, 1905 z Martyniki, znanego tylko z XVIII-wiecznych relacji Labata i de Buffona, nie zostało jak dotąd potwierdzone; IUCN klasyfikuje go jako gatunek wymarły.